# Savage Streets
Savage Streets is een Amerikaanse vigilantefilm uit 1984. De film werd gemaakt onder regie van Danny Steinmann.

## Verhaal
Brenda, een scholiere aan de middelbare school, gaat uit met haar vriendengroep "The Satins". Ze neemt haar jongere zus Heather mee, die doofstom is. Ze worden aangevallen door een groep drugsverslaafden die bekendstaan als "The Scars", maar kunnen ontkomen door de auto van "The Scars" te stelen. 
Jack – het hoofd van "The Scars" – achterhaalt waar "The Satins" op school zitten. Hij weet het schoolgebouw binnen te dringen, waar hij het vertrouwen van Heather wint. Daarop neemt hij haar mee naar een kleedkamer, waarop hij haar verkracht en in coma achterlaat. Die avond komt het tot een gevecht tussen "The Scars" en "The Satins", nadat Fargo de zwangere Francine ongewenst seksueel benadert.
Later wordt Francine vermoord door leden van "The Scars" die haar in de Los Angeles River gooien. Vince besluit daarop "The Scars" te verlaten: hij bezoekt Heather in het ziekenhuis en biecht de moord aan Brenda op.
Brenda besluit wraak te nemen: ze vermoordt Fargo met een kruisboog en Red met een berenklem. Jake rijdt intussen Vince, die hij ziet als verrader, met zijn auto dood. Daarop tracht hij ook Brenda te vermoorden, maar zij overmeestert hem met de kruisboog. Ze bindt een touw om zijn enkels en hangt hem ondersteboven, waarna ze hem meerdere keren steekt met een mes. Jake weet zich echter los te wrikken en gaat in de tegenaanval. Brenda gooit ontvlambare verf over Jake en steekt hem in brand. De politie arriveert, maar ze kunnen Jake niet meer redden.